# Myrna Báez
Myrna Baez Nacimiento
Myrna Báez (18 de agosto de 1931 - 24 de septiembre de 2018) fue unA pintora y grabadora puertorriqueña, considerada una de las artistas visuales más importantes de Puerto Rico. Ha sido fundamental en la promoción del arte y la educación artística en su país. Su trabajo ha sido exhibido y coleccionado por el Museo Metropolitano de Arte, el Museo Smithsonian de Arte Americano y el Museo de Arte Moderno de Nueva York. Su obra se ha caracterizado por ser segura y compleja. Vivió y trabajó en San Juan, Puerto Rico.

## Vida y Educación
Báez nació n Santurce, Puerto Rico, en una familia de clase media alta y fue una de cinco hijos. Su padre, Enrique Báez, era ingeniero civil y su madre, América González, era maestra y una mujer independiente y segura de sí misma. Báez estuvo fuertemente influenciada por su madre. Su madre insistió en que todos sus hijos tomaran clases de artes y los expuso al teatro y a la lectura. Báez comenzó clases de pintura a los nueve años. Báez fue descrita como una niña inteligente y superdotada. Se graduó del Colegio Puertorriqueño de Niñas en 1947.
Báez recibió un bachillerato en ciencias de la Universidad de Puerto Rico en 1951. Estuvo expuesta a muchos movimientos culturales y artísticos mientras estaba en la Universidad. Hubo una migración de muchos intelectuales y artistas españoles a Puerto Rico en ese momento y muchos de ellos estaban activos en la Universidad. Comenzó a desarrollar ideas sobre temas relacionados con la independencia de Puerto Rico. Ella creía que Puerto Rico debería ser un país independiente. Báez asistió a mítines políticos y eventos culturales. Báez apoyó el movimiento por los derechos de la mujer y se identifica como feminista.
Báez partió a España, inicialmente para estudiar medicina pero terminó completando estudios de pintura en la Real Academia de San Fernando en Madrid. Antes de llegar a España, pasó un tiempo en Nueva York y París, sumergiéndose en la cultura de ambas ciudades. En 1952, su pasión por las artes la llevó a dejar los estudios de medicina y dedicarse a la pintura. Aplicó en la Academia de Arte de San Fernando y fue rechazada, pero trabajó duro para construir su carpeta y fue aceptada en 1953. Recibió su maestría en arte de la Academia de Arte de San Fernando en 1957. Posteriormente, regresó a Puerto Rico para estudiar con el artista gráfico Lorenzo Homar en el Instituto de Cultura Puertorriqueña en San Juan. Posteriormente, estudió en el Pratt Institute de Brooklyn de 1969 a 1970.
Murió el 24 de septiembre de 2018, a raíz de un infarto, mientras se encontraba convaleciente por una infección pulmonar en el Hospital Auxilio Mutuo, en Hato Rey, Puerto Rico. Su familia decidió cremar sus restos.

## Carrera y Arte
La carrera de Báez comenzó en 1957. Fue maestra de pintura y dibujo en escuelas de Puerto Rico entre 1962 y 1987. De 1981 a 1987 enseñó en la Liga de Estudiantes de Arte en San Juan. Báez pinta tanto al óleo como al acrílico. Las pinturas de Báez son "suavemente pintadas" y "luminosas". Sus estampas, especialmente sus fototipias, son "ricas" en textura y color.
Gran parte de las primeras obras de arte de Báez, creadas durante la década de 1960, se describen como "imágenes tradicionales de Puerto Rico". Durante su período anterior de trabajo, a menudo retrataba imágenes de la "vida cotidiana" de la "gente de clase trabajadora de Puerto Rico". Empezó a utilizar más técnicas de grabado, como el grabado y la xilografía. Más tarde estudió litografía y técnicas de huecograbado con Dimitri Papagiourgi en España. Se vio influenciada por el impresionismo, el surrealismo y el arte abstracto, incorporando muchos de estos aspectos en su trabajo.
Báez se interesó en trabajar con fototipias en la década de 1970. Durante este tiempo, el clima político de Puerto Rico había cambiado. Su trabajo comenzó a enfocarse en la nueva clase media. La crítica de arte Margarita Fernández Zavala identifica la lucha de clases en la obra de Báez, que a menudo explora temas urbanos y una burguesía puertorriqueña emergente. Hay una sensación de inquietud cuando los individuos representados en sus retratos de este período parecen inseguros de su nuevo estatus económico y social. Báez crea una sensación de dicotomía con estas imágenes donde los individuos retratados no parecen encajar completamente con su entorno. Ambos parecen estar en desacuerdo con su mundo y, sin embargo, su vívido sentido del color los saca de la rutina de la vida cotidiana.
El sentido del espacio y cómo encajan los individuos en ese espacio creado es una tendencia que continúa en su trabajo. Báez crea múltiples dimensiones en sus grabados y pinturas, usando marcos, reflejos, cuadros en paredes y ventanas abiertas para construir capas de espacio "irreal".
Báez ha sido influenciada por las obras de los maestros europeos, pero ubica sus figuras de origen clásico en escenarios caribeños. Hace referencia a grandes maestros y vuelve a imaginar desnudos femeninos famosos con la intención de disfrazar las figuras y revelarlas. Los retratos de Báez continúan cuestionando la idea de la mirada masculina. Pinta mujeres desde una perspectiva femenina o un sentido personal de comprensión y que todavía implican un fuerte sentido de su propia identidad como mujer. Sus figuras han sido consideradas parte del campo de la pintura figurativa socialmente preocupada.
Báez fue uno de los miembros fundadores del grupo artístico puertorriqueño Hermandad de Artistas Gráficos en el 1981. Este grupo se estableció inicialmente para protestar contra la intervención del gobierno en asuntos culturales.
Báez fundó el programa de bellas artes en la Universidad del Sagrado Corazón en Puerto Rico. Desde 1988, ha sido artista en residencia y actualmente trabaja allí en una capacidad adicional como profesora.
En 1983, Báez fue incluido en la exposición Imágenes e identidades: arte y artistas del patrimonio puertorriqueño en Paul Robeson Galleries, Rutgers University-Newark.

### Premios y Honores
En diciembre de 2014, el festival cultural y artístico anual de Campechada en el Viejo San Juan estuvo dedicado a la carrera y obra de Báez. Esta fue la primera vez que un artista vivo y una mujer fueron celebrados por el festival.
- Medalla Nacional de la Cultura por Aportes en el Arte (1997)
- Doctorado honoris causa en Arte por la Universidad del Sagrado Corazón (2001)

## Citas
“No quiero hacer paisajes para turistas ni hacer fotos de las cosas sentimentales, nostálgicas o folclóricas que sufre la gente en este país por falta de identidad. Uso el paisaje porque me interesa la forma, porque me interesa el color, porque me interesa el lugar. . . Me interesa expresar: la luz, lo que nos rodea, las formas que me han formado, que me han hecho y que me mueven.”